# Caulipsolon rapaceum
Caulipsolon rapaceum ist die einzige Pflanzenart der monotypischen Gattung Caulipsolon aus der Familie der Mittagsblumengewächse (Aizoaceae).

## Beschreibung
Caulipsolon rapaceum ist ein liegender bis niederliegender Geophyt mit knolligen Wurzeln. Die krautigen Internodien sind gegliedert und enthalten in ihrer Rinde zusätzliche Gefäßbündel. Ihre Knoten haben  deutliche, feine, horizontale Furchen. Die fast zylindrischen Laubblätter sind kreuzgegenständig angeordnet und an ihrer Basis frei. Die zentralen wasserspeichernde Zellen sind kaum ausgeprägt. Die Blasenzellen der Internodien und Laubblätter sind mesomorph und abgeflacht.
Die Blüten bilden wenigblütige Zymen und sind nur selten einzeln. Sie weisen einen Durchmesser von 20 bis 30 Millimeter auf. Es sind fünf Kelchblätter vorhanden, die zu einer kurzen Röhre verwachsen sind. Die weißen Kronblätter sind an ihrer Basis frei. Fadenförmige Staminodien fehlen, die Nektarien sind schmal muschelförmig.
Die fünffächrigen Kapselfrüchte besitzen zurückgebogene Klappenflügel, die paarweise miteinander verwachsen sind. Die Kapselfrüchte enthalten ockerfarbene Samen mit einer rauen Samenschale.
Die Chromosomenzahl beträgt 2n = 36.

## Systematik und Verbreitung
Das Verbreitungsgebiet von Caulipsolon rapaceum erstreckt sich in Südafrika von  Calvinia im südlichen Namaqualand bis nach Clanwilliam.
Die Gattung Caulipsolon gehört zur Unterfamilie Mesembryanthemoideae innerhalb der Familie der Mittagsblumengewächse. Die Erstbeschreibung als Mesembryanthemum rapaceum wurde von Nikolaus Joseph von Jacquin vorgenommen. Cornelia Klak stellte für die Art 1998 die Gattung Caulipsolon auf. Der Name war jedoch nicht gültig publiziert, da ein Verweis auf die Typusart fehlt. Dies holte Klak 2002 nach.

## Nachweise